# 999-9999
Pour plus de détails, voir Fiche technique et Distribution.
999-9999 (ต่อ ติด ตาย) est un film thaïlandais réalisé par Peter Manus, sorti en 2002.

## Synopsis
Rainbow, une étudiante, vient d'être transférée au lycée international de Phuket. Elle attire bientôt l'attention de nouveaux amis, qui cherchent à percer le mystère d'une récente mort violente ayant eu lieu dans son ancien lycée et que la police n'a toujours pas réussi à élucider. Elle leur parle d'un numéro de téléphone mystérieux, le 999-9999, réputé pour exaucer les souhaits de l'interlocuteur. Malgré les avertissements de Rainbow, plusieurs de ses nouveaux amis décident d'essayer. Au fur et à mesure que les vœux se concrétisent, les morts se succèdent …

## Fiche technique
- Titre original : 999-9999 ต่อ ติด ตาย
- Titre international : 999-9999
- Réalisation : Peter Manus
- Scénario : Peter Manus et Nuttiya Sirakornwilai
- Production : Prachya Pinkaew
- Société de Production : Baa-Ram-Ewe
- Société de Distribution : Sahamongkol Film International[2]
- Durée : 103 min
- Pays :  Thaïlande
- Langue : Thaïlandais
- Format : Couleurs - 1,85:1 - Dolby Digital - 35 mm

## Distribution
- Julachak Jakrapong : Sun
- Sririta Jensen : Rainbow
- Paula Taylor : Meena
- Thepparit Raiwin : Chi
- Norajan Sangigern : Wawa
- Titinun Keatanakon : Rajit
- Ramit Romon : Moo Priew
- Pisut Praesangeam : Officier de Poste
- Janeen Lyons : MTV Veejay

## Autour du film
- L'intrigue est plus ou moins similaire à celle du Destination finale réalisé en 2000 par James Wong.